# خفاش گوش‌بزرگ اوزارک
خفاش گوش‌بزرگ اوزارک (نام علمی: Corynorhinus townsendii ingens) یک گونه در خطر انقراض است که تنها در تعداد کمی از غارها در آرکانزاس، اوکلاهما و میسوری، جنوب مرکزی ایالات متحده یافت می‌شود. همچنین به عنوان خفاش گوش‌بزرگ غربی، خفاش گوش‌دراز و خفاش دماغه‌ای شناخته می‌شود، ظاهر آن با یک جفت گوش بزرگ و یک بینی توده‌دار مشخص می‌شود.